# La polvere del tempo
La polvere del tempo (Trilogia II: I skoni tou hronou) è un film del 2008 scritto e diretto da Theodoros Angelopoulos.

## Trama
A. è un regista greco che si reca a Roma, a Cinecittà, per riprendere un film interrotto tempo addietro. Il tema del film è la vita avventurosa e travagliata di sua madre, Eleni, fuggita dalla Grecia e rifugiatasi in Urss per motivi politici negli anni '50,  prigioniera nei campi di lavoro in Siberia dopo la morte di Stalin, liberata negli anni 70 e emigrata infine negli USA. Le sue vicende si intrecciano a quelle di Spyros e Jacob, due uomini che l'hanno amata appassionatamente fino alla morte.